# Pankruschichinski rajon
Das Pankruschichinski rajon (russisch Панкрушихинский район) ist ein Rajon in der sibirischen Region Altai.
Verwaltungssitz ist das Dorf Pankruschicha.